# Jan Hodas
Jan Hodas (* 14. února 1992, v Hradci Králové) je český fotbalový útočník, od ledna 2014 působící v FK Loko Vltavín.

## Klubová kariéra
Svoji fotbalovou kariéru začal v Hradci Králové, kde se v roce 2011 propracoval přes všechny mládežnické kategorie do prvního mužstva. V A-týmu Votroků zatím na svojí výraznější šanci čeká. Na jaře 2012 hostoval v FK Bohemians Praha. V průběhu podzimní částí sezony 2012–2013 odešel hostovat do Čáslavi. V srpnu 2012 prodloužil s Hradcem smlouvu do léta 2015. V roce 2013 odešel na další hostování do Pardubic a před jarní částí sezony 2013–2014 zamířil hostovat do Loka Vltavín.